# Monopterus eapeni
Monopterus eapeni är en fiskart som beskrevs av Talwar, 1991. Monopterus eapeni ingår i släktet Monopterus och familjen Synbranchidae. IUCN kategoriserar arten globalt som otillräckligt studerad. Inga underarter finns listade i Catalogue of Life.